# ミリストレイン酸
ミリストレイン酸（Myristoleic acid）または9-テトラデセン酸（9-tetradecenoic acid）は、ω-5脂肪酸の一つ。Δ9デサチュラーゼによってミリスチン酸から生合成されるが、天然にはあまり見られない。この脂肪酸の主な供給源の一つはニクズク科の種油で、いくつかの種では油全体の30%以上を占める。